# Lăcrița Mare
Lăcrița Mare – wieś w Rumunii, w okręgu Dolj, w gminie Robănești. W 2011 roku liczyła 463 mieszkańców.